# Jakob Zeiß
Franz Jakob Zeiß (auch Zeiss) (* 29. Oktober 1886 in Lambsheim; † 2. März 1952 in Mannheim) war ein deutscher Arbeiter und Politiker (KPD). Zeiss war unter anderem Abgeordneter des Landtags des Volksstaates Hessen in der Weimarer Republik.

## Leben und Wirken
Jakob Zeiss war Lederarbeiter aus Fürth (Odenwald). Seine Eltern waren der Fabrikarbeiter Nikolaus Zeiss und seine Frau Margaretha, geborene Fischer. Franz Jakob Zeiß war mit Elisabetha, geborene Rhein, verheiratet.
Nach dem Besuch der Volksschule in Fürth erlernte er das Lederarbeiterhandwerk und war in den folgenden Jahren in Ziegelei-, Eisen- und Lederbetrieben tätig. Von 1910 bis 1919 war Zeiß Mitglied der Sozialdemokratischen Partei Deutschlands (SPD). Von 1919 bis 1923 gehörte er der Unabhängigen Sozialdemokratischen Partei Deutschlands (USPD) an. 1923 trat er schließlich in die Kommunistische Partei Deutschlands (KPD) ein.
Vom 7. Dezember 1931 bis 9. Mai 1932 war er für seine Partei Mitglied des Landtags des Volksstaates Hessen. In den Reichstagswahlen vom November 1932 wurde er als Kandidat der KPD für den Wahlkreis 33 (Hessen-Darmstadt) als Abgeordneter in den Reichstag in Berlin gewählt. Zur selben Zeit (5. November 1932) wurde Zeiß wegen seiner Tätigkeit als Betriebsratsvorsitzender vom Lederwerk Hirsch in Weinheim fristlos entlassen.
Nach dem Zweiten Weltkrieg war er für die KPD vom 26. Februar 1946 bis 14. Juli 1946 Mitglied des Beratenden Landesausschusses.